# 日尾町
日尾町（ひおちょう）は兵庫県神戸市灘区の町名の一つで、同区東部、旧・八幡字日尾から昭和7年（1932年）9月に命名された。郵便番号：657-0029。

## 地理
東は高徳町、南は山手幹線を挟み森後町、西は神前町、北は八幡町。東から順に一～三丁目がある。

## 由来
字名の由来は不明。文明元年（1469年）11月の「都賀荘寺庵帳」に「壱反　八幡　日尾」と見える。『神戸の町名 改訂版』では「日尾は六甲八幡の末社か。あるいはヒエ（日枝）と関連するのだろうか」と推測されている。

## 人口統計
令和2年国勢調査（2020年10月1日））における世帯数495、人口719で内男性285人・女性434人。